# Cougar C24S
Chronologie des modèles
Cougar C22 Cougar C26S
La Cougar C24S est une voiture de course construite par Courage Compétition destinée à participer au Championnat du monde des voitures de sport. Deux châssis ont été assemblés et ont couru.

## Résultats sportifs
| Course                                           | Date         | no | Écurie              | Pilotes                      | Châssis                            | Classement   |
| Course                                           | Date         | no | Écurie              | Pilotes                      | Moteur                             | Classement   |
| ------------------------------------------------ | ------------ | -- | ------------------- | ---------------------------- | ---------------------------------- | ------------ |
| Fujifilm Cup (480 km)                            | 8 avril      | 13 | Courage Compétition | Pascal Fabre Lionel Robert   | C24-005                            | 12e          |
| Fujifilm Cup (480 km)                            | 8 avril      | 13 | Courage Compétition | Pascal Fabre Lionel Robert   | Porsche Type-935 3.0L Turbo Flat-6 | 12e          |
| Trofeo Caracciolo (480 km)                       | 29 avril     | 12 | Courage Compétition | Bernard Thuner Costas Los    | C22-003                            | Non Qualifié |
| Trofeo Caracciolo (480 km)                       | 29 avril     | 12 | Courage Compétition | Bernard Thuner Costas Los    | Porsche Type-935 3.0L Turbo Flat-6 | Non Qualifié |
| Trofeo Caracciolo (480 km)                       | 29 avril     | 13 | Courage Compétition | Pascal Fabre Beppe Gabbiani  | C24-005                            | 13e          |
| Trofeo Caracciolo (480 km)                       | 29 avril     | 13 | Courage Compétition | Pascal Fabre Beppe Gabbiani  | Porsche Type-935 3.0L Turbo Flat-6 | 13e          |
| British Empire Trophy (480 km)                   | 20 mai       | 12 | Courage Compétition | Bernard Thuner Costas Los    | C22-003                            | 16e          |
| British Empire Trophy (480 km)                   | 20 mai       | 12 | Courage Compétition | Bernard Thuner Costas Los    | Porsche Type-935 3.0L Turbo Flat-6 | 16e          |
| British Empire Trophy (480 km)                   | 20 mai       | 13 | Courage Compétition | Michel Trollé Pascal Fabre   | C24-005                            | 15e          |
| British Empire Trophy (480 km)                   | 20 mai       | 13 | Courage Compétition | Michel Trollé Pascal Fabre   | Porsche Type-935 3.0L Turbo Flat-6 | 15e          |
| 480 km de Spa                                    | 3 juin       | 12 | Courage Compétition | Bernard Thuner Costas Los    | C22-003                            | 20e          |
| 480 km de Spa                                    | 3 juin       | 12 | Courage Compétition | Bernard Thuner Costas Los    | Porsche Type-935 3.0L Turbo Flat-6 | 20e          |
| 480 km de Spa                                    | 3 juin       | 13 | Courage Compétition | Michel Trollé Pascal Fabre   | C24-005                            | Abandon      |
| 480 km de Spa                                    | 3 juin       | 13 | Courage Compétition | Michel Trollé Pascal Fabre   | Porsche Type-935 3.0L Turbo Flat-6 | Abandon      |
| 480 km de Dijon                                  | 22 juillet   | 12 | Courage Compétition | Bernard Thuner Michel Trollé | C22-003                            | 19e          |
| 480 km de Dijon                                  | 22 juillet   | 12 | Courage Compétition | Bernard Thuner Michel Trollé | Porsche Type-935 3.0L Turbo Flat-6 | 19e          |
| 480 km de Dijon                                  | 22 juillet   | 13 | Courage Compétition | Lionel Robert Pascal Fabre   | C24-005                            | 19e          |
| 480 km de Dijon                                  | 22 juillet   | 13 | Courage Compétition | Lionel Robert Pascal Fabre   | Porsche Type-935 3.0L Turbo Flat-6 | 19e          |
| 480 kilomètres du Nürburgring ADAC Sportwagen WM | 19 août      | 12 | Courage Compétition | Bernard Thuner Michel Trollé | C22-003                            | 15e          |
| 480 kilomètres du Nürburgring ADAC Sportwagen WM | 19 août      | 12 | Courage Compétition | Bernard Thuner Michel Trollé | Porsche Type-935 3.0L Turbo Flat-6 | 15e          |
| 480 kilomètres du Nürburgring ADAC Sportwagen WM | 19 août      | 13 | Courage Compétition | Pascal Fabre Lionel Robert   | C24-005                            | 10e          |
| 480 kilomètres du Nürburgring ADAC Sportwagen WM | 19 août      | 13 | Courage Compétition | Pascal Fabre Lionel Robert   | Porsche Type-935 3.0L Turbo Flat-6 | 10e          |
| Shell Donington Trophy (480 km)                  | 2 septembre  | 12 | Courage Compétition | Michel Trollé                | C22-003                            | Non Qualifié |
| Shell Donington Trophy (480 km)                  | 2 septembre  | 12 | Courage Compétition | Michel Trollé                | Porsche Type-935 3.0L Turbo Flat-6 | Non Qualifié |
| Shell Donington Trophy (480 km)                  | 2 septembre  | 13 | Courage Compétition | Pascal Fabre Michel Trollé   | C24-005                            | Abandon      |
| Shell Donington Trophy (480 km)                  | 2 septembre  | 13 | Courage Compétition | Pascal Fabre Michel Trollé   | Porsche Type-935 3.0L Turbo Flat-6 | Abandon      |
| Mondial Players Ltd. (480 km)                    | 23 septembre | 12 | Courage Compétition | Bernard Thuner Denis Morin   | C22-003                            | 19e          |
| Mondial Players Ltd. (480 km)                    | 23 septembre | 12 | Courage Compétition | Bernard Thuner Denis Morin   | Porsche Type-935 3.0L Turbo Flat-6 | 19e          |
| Mondial Players Ltd. (480 km)                    | 23 septembre | 13 | Courage Compétition | Pascal Fabre Michel Trollé   | C22-003                            | 23e          |
| Mondial Players Ltd. (480 km)                    | 23 septembre | 13 | Courage Compétition | Pascal Fabre Michel Trollé   | Porsche Type-935 3.0L Turbo Flat-6 | 23e          |
| Trofeo Hermanos Rodriguez (480 km)               | 7 octobre    | 12 | Courage Compétition | Pascal Fabre Michel Trollé   | C26-007?                           | Non Utilisé  |
| Trofeo Hermanos Rodriguez (480 km)               | 7 octobre    | 12 | Courage Compétition | Pascal Fabre Michel Trollé   | Porsche Type-935 3.0L Turbo Flat-6 | Non Utilisé  |
| Trofeo Hermanos Rodriguez (480 km)               | 7 octobre    | 13 | Courage Compétition | Pascal Fabre Michel Trollé   | C24-005                            | 11e          |
| Trofeo Hermanos Rodriguez (480 km)               | 7 octobre    | 13 | Courage Compétition | Pascal Fabre Michel Trollé   | Porsche Type-935 3.0L Turbo Flat-6 | 11e          |

| Course            | Date          | no | Écurie              | Pilotes                                      | Châssis                            | Classement |
| Course            | Date          | no | Écurie              | Pilotes                                      | Moteur                             | Classement |
| ----------------- | ------------- | -- | ------------------- | -------------------------------------------- | ---------------------------------- | ---------- |
| 24 Heures du Mans | 16 au 17 juin | 12 | Courage Compétition | Bernard Thuner Alain Iannetta Pascal Pessiot | C22-003                            | Abandon    |
| 24 Heures du Mans | 16 au 17 juin | 12 | Courage Compétition | Bernard Thuner Alain Iannetta Pascal Pessiot | Porsche Type-935 3.0L Turbo Flat-6 | Abandon    |
| 24 Heures du Mans | 16 au 17 juin | 13 | Courage Compétition | Pascal Fabre Lionel Robert Michel Trollé     | C24-005                            | 7e         |
| 24 Heures du Mans | 16 au 17 juin | 13 | Courage Compétition | Pascal Fabre Lionel Robert Michel Trollé     | Porsche Type-935 3.0L Turbo Flat-6 | 7e         |